# Tomasz Zieliński
Pour les articles homonymes, voir Zieliński.
Tomasz Bernard Zieliński, né le 29 octobre 1990 à Nakło nad Notecią, est un haltérophile polonais.
Il est le frère de d'Adrian Zieliński.

## Palmarès

### Jeux olympiques
- 2012 à Londres
  - 3e en moins de 94 kg.

### Championnats du monde
- 2013 à Wrocław
  - 8e en moins de 94 kg.

### Championnats d'Europe
- 2016 à Førde
  -  Médaille d'or en moins de 94 kg.
- 2014 à Tel Aviv
  -  Médaille d'argent en moins de 94 kg.
- 2012 à Antalya
  - 5e en moins de 94 kg.